# メーヴェ
メーヴェ（独: Möwe）は、宮崎駿による日本の漫画およびアニメーション映画『風の谷のナウシカ』に登場する架空の小型飛行用装置。意味はドイツ語で「カモメ」。

## 設定
作品中では主人公・ナウシカが用いる飛行具として登場する。メーヴェはかつて存在した工業大国エフタル王国で用いられた1人または2人用の軽量飛行装置で、一般的に用いられていた移動手段である。ナウシカの時代においては、「風使い」 (辺境 (原作でエフタルだった国) にだけいる) の重要な乗り物となる。原作・映画共に航空機を船または艦と呼ぶ。
原作・映画共にエンジンを備えているが、風の流れ等を利用して滑空する方法が基本で、その推進力は上昇や高速飛行時のみに使われる。その為、特性はモーターパラグライダーに近い。原作・映画共に「凧」とも表現されており、原作のナウシカは「ガンシップ（小型戦闘機）は風を斬り裂くけど、メーヴェは風にのるのだもの」と述べている。原作で土鬼（ドルク）のチククと腐海に住む森の人セルムは、メーヴェの事を「ナウシカの翼」と呼び、他の土鬼人や腐海に住む蟲（むし）使いは、鳥のような形なので「鳥」とも呼んだ。原作で王蟲（オーム）の子を吊り下げた土鬼の飛行ガメ（小型浮揚装置）の上の方に乗る男性の内の1人が、メーヴェに乗るナウシカを見て「まるで鳥だ」と言った。映画も王蟲の子を吊り下げたペジテ市の飛行ガメに乗る2人の男性の内の1人が、メーヴェに乗るナウシカを見て「鳥みたいなやつだ」と言った。
風の谷以外の辺境諸国でも使用しているかどうかは語られておらず、原作・映画共にエンジンつきの物はナウシカが使用する1機しか登場しないが、原作で土鬼の僧官チヤルカがメーヴェの事を「エフタルの民が使う凧」と語っており、ナウシカ自身も「わたしの国では珍しくないものよ」と説明している。ただし、原作の大ババが過去に起きたエフタル王国末期の内戦を語る場面で、1人乗りの武装メーヴェによる空戦が描かれている。また原作の終盤では、巨神兵の「さなぎ」を破壊する為に、土鬼本土へと輸送している土鬼の浮砲台（飛行戦艦ではない）二隻を、メーヴェに乗ったナウシカが風の谷のガンシップに命令して攻撃させるも「さなぎ」は直下に着陸していた土鬼の飛行戦艦（大型飛行船）に落下し、それでもなお飛び去ろうとする戦艦を自爆させる為に乗り込む時に使う場面を最後に、メーヴェを使う場面は無くなる。
作品で確認できる限り、原作・映画共に風の谷のメーヴェの大きさは全幅約5m、全長約1m、全高約1m程で、色は白、機体の材料は不明だが硬い。機体中央の上面に操縦者がつかまる為の逆U字型の手すりが2つ付いており、漫画で「操縦把」と呼ばれている。ロマンアルバムのイラストによると操縦把の前方の根元は、スロットルらしい。乗る時は操縦把を持っての立ち乗りか、または高速飛行時に操縦把の前方の根元を握り、間に架かっているベルトを腹の辺りに当て、体を水平に保つ。原作で、下記の通り操縦把が折れた際、一時的にベルトで代用していた事があるが、操縦に大きな影響はなかったようである。その後ナウシカと父の従者である城オジが操縦把を直した。左右の翼後縁にはエルロン・フラップのような可動翼を備えている。原作の翼と操縦把は分解できる模様で (映画の翼と操縦把は折り畳み可能) 、原作・映画共に風の谷の小型貨物グライダー・バージの翼の中に収納する事ができる。ロマンアルバム「風の谷のナウシカ」に掲載されているラフスケッチには重さ12kgと書かれており、1人の手で持ち上げる事ができる。原作・映画共に蟲達を鎮める為に光弾という丸い閃光弾を機体の中央下面から散布する事ができ、後部上面には長い物を収納する場所が2つあり、長銃（原作、映画とも）と「風使いの杖（中盤でトルメキア兵に対し武器として使い折れた）（映画）」（原作は風使いの杖でなく長剣を収納）を収納。機体の中央上面にはエンジンへのアクセスハッチ、下面には着陸脚が2本と、急速上昇用の噴射口が2か所ある。機首中央下面にはフックが付いている。映画では、城の大風車付きの2つの巨塔の手前に中庭を挟み、風見の小塔があり、その頂上にある発射装置を使う。ちなみに、原作は腐海の底で下記の通り、翅蟲（はむし、翅〈はね〉を持ち空を飛ぶ腐海の蟲）に襲われた時、メーヴェに収納した武器を失った模様。映画後半にナウシカが監禁されたペジテ市のブリッグ（大型貨物飛行艇）からの脱出時、メーヴェに収納した武器がない（ペジテ市民が取り上げた模様）。だが、映画のエンディングは全ての武器が元に戻る。

## 動力
原作・映画共に機体中央部に噴気の反動で推力を発生する小型エンジンを1基積み、発進や加速、高速飛行時に使用する。飛行中の再点火、急加速も可能。
映画は作動時に機体後方から噴出する青い炎を確認する事ができる。エンジンの製造技術は失われているので、残存する少数のメーヴェのエンジンが使用されている。映画の点火スイッチは、機体後部上面 (立ち乗りをする時足を乗せる部分) にあるペダル。原作の腐海の底で、アスベルを翅蟲からメーヴェで救出するが、奥に逃げる時、彼が落ちて着地した後、ナウシカが翅蟲達に襲われた際に、機体内部のエンジンと機体を繋ぐ伝導装置が壊れ、操縦把が折れた。その後アスベルが伝導装置を修理した。原作はこの時に、操縦把の代わりに（ナウシカの予備のだと思われる）ベルトを取り付けた。映画後半に腐海の中で、アスベルを翅蟲からメーヴェで救出後、後ろから翅蟲の体当たりを受け、墜落し、操縦把は折れていないが、機体内部を損傷した。そして流砂により2人と共にメーヴェが腐海の底に落ちた後に、アスベルが行った修理も、原作同様に伝導装置の修理だと思われる。
映画で巨神兵の卵が積まれラステルが乗せられた、トルメキアの大型船（超大型輸送機）が卵の重さに耐えられず腐海に侵入し蟲を殺した為、蟲に襲われ風の谷に墜落後、船を追い翅が少し傷ついた翅蟲を腐海に帰す為、発進する際に、急激な垂直離陸をしており、この時は、通常のメインエンジンに加えて機体下面からも青白い排気炎が生じている。

## 実現化
2003年よりメディアアーティストの八谷和彦らが、オープンスカイプロジェクトと称する、メーヴェに似た「パーソナルジェットグライダー」の製作、飛行実験を行っている。開発当初は「メーヴェ」という名称を使用し、体重50kg未満の女性が1人乗ることを想定しているとされた。スタジオジブリや宮崎駿が公認しているわけではなく、また八谷も「万一の時にジブリや宮崎駿に迷惑をかけたくない」として、現在はトップページに「「メーヴェ」の機体コンセプトを参考に、それを「本当に飛行可能な航空機」として試作し、試験飛行を試みるものです」と記述している。
機体は両翼が9.6m、全長2.7m、重さ84kg。尾翼はない。
2014年7月、グライダー滑空場たきかわスカイパーク（滝川市航空科学センター）で行われる「サマースカイフェスタ2014」で公開試験飛行が行われた。